# Waoo
Waoo [ wao: ] Dansk leverandør af internet, TV og telefoni via fibernettet. Selskabet blev etableret i 2010 af en række af danske energi- og fibernetselskaber. Waoo har hovedkvarter i Tilst ved Aarhus, men samarbejder med lokale partnere over hele landet. 
Selskabets produktportefølje består af kerneproduktet: Waoo Fiber, som er bredbånd baseret på optisk fiber, direkte til slutkunden (FTTH). Fiberteknologien gør det muligt at levere symmetriske højhastighedsinternet med lav latens og høj stabilitet.
Waoo leverer desuden TV (både som Fritvalg og TV-pakker over IPTV og Kabel-TV, Telefoni (VoIP), Software-sikkerhedspakker samt WiFi.
Waoo indførte i 2011 som de første i Danmark Hastighedsgaranti på internet, og Waoo er blevet kåret som Danmarks bedste internet Arkiveret 1. april 2017 hos  Wayback Machine i 2012,2013,2014, 2015 og 2016 af det uafhængige analysehus LoyaltyGroup. I 2016 vandt Waoo Smart Wifi prisen som Best in-Home Wifi Arkiveret 17. januar 2022 hos  Wayback Machine ved den internationale WiFi-konference Wifi Now.
Waoo er eneste udbyder på Bornholms fibernet.

## Waoo Partnere
- Fibia Arkiveret 2. februar 2017 hos  Wayback Machine
- AURA
- Energi Fyn
- NEF-Fonden
- Bornfiber